# 横向き地蔵
横向き地蔵（よこむきじぞう）は、長崎市にある地蔵、およびそれにまつわる民話。首を左横に向けた、高さ90センチメートルほどの黄金色の金属製の地蔵の像。『加津佐史話』（林田第壱號）では、「もの言う地蔵さま」と記されている。

## 御堂

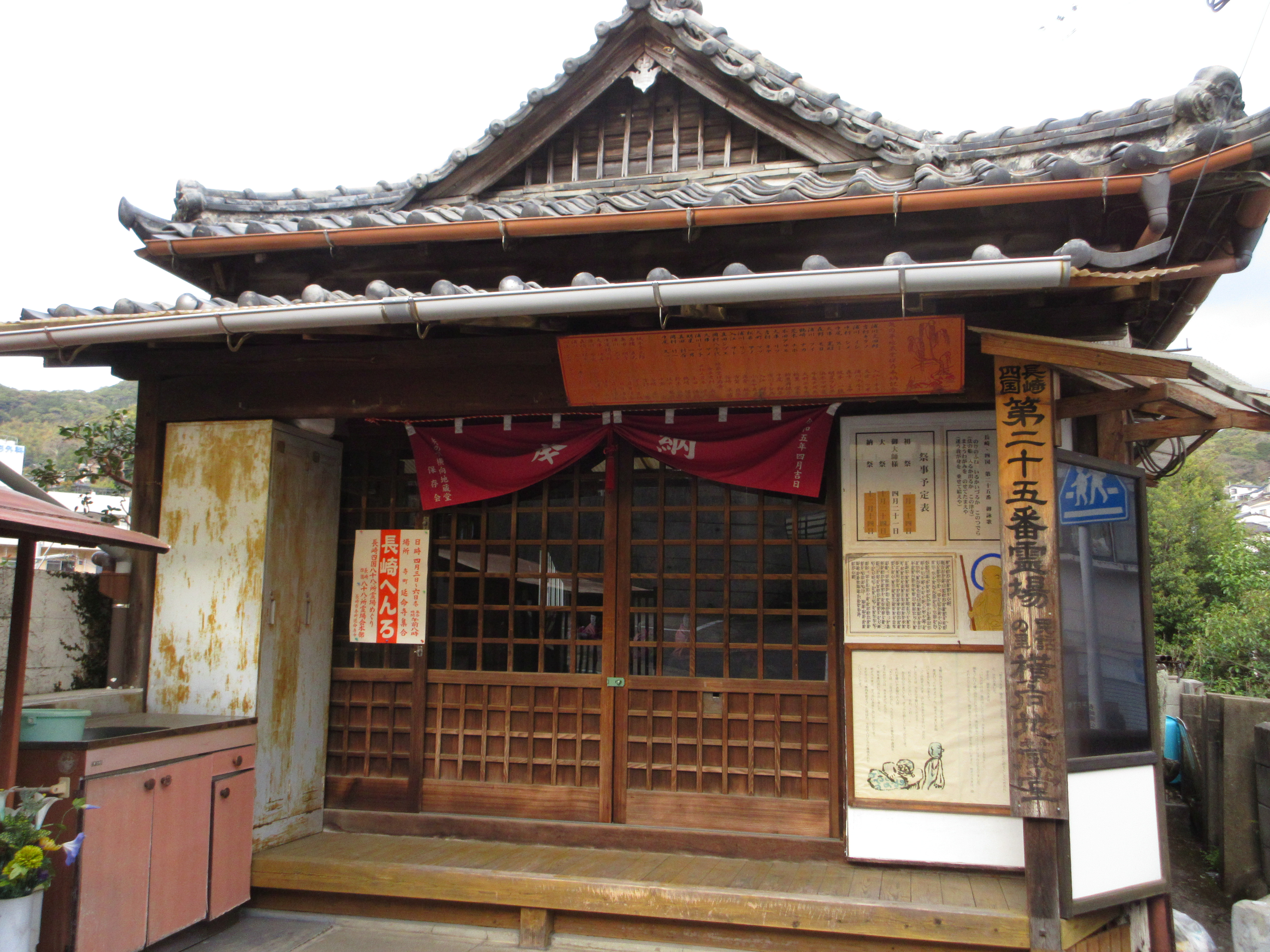
長崎四国巡礼第二十五番霊場

長崎市矢ノ平2丁目3-1にある地蔵堂に安置されていて、このお堂は、長崎四国巡礼第二十五番霊場にもなっている。
お堂は享保5年（1720年）に創立されたと伝わり、ここに法華経1巻も納められたと伝わる。

## 民話

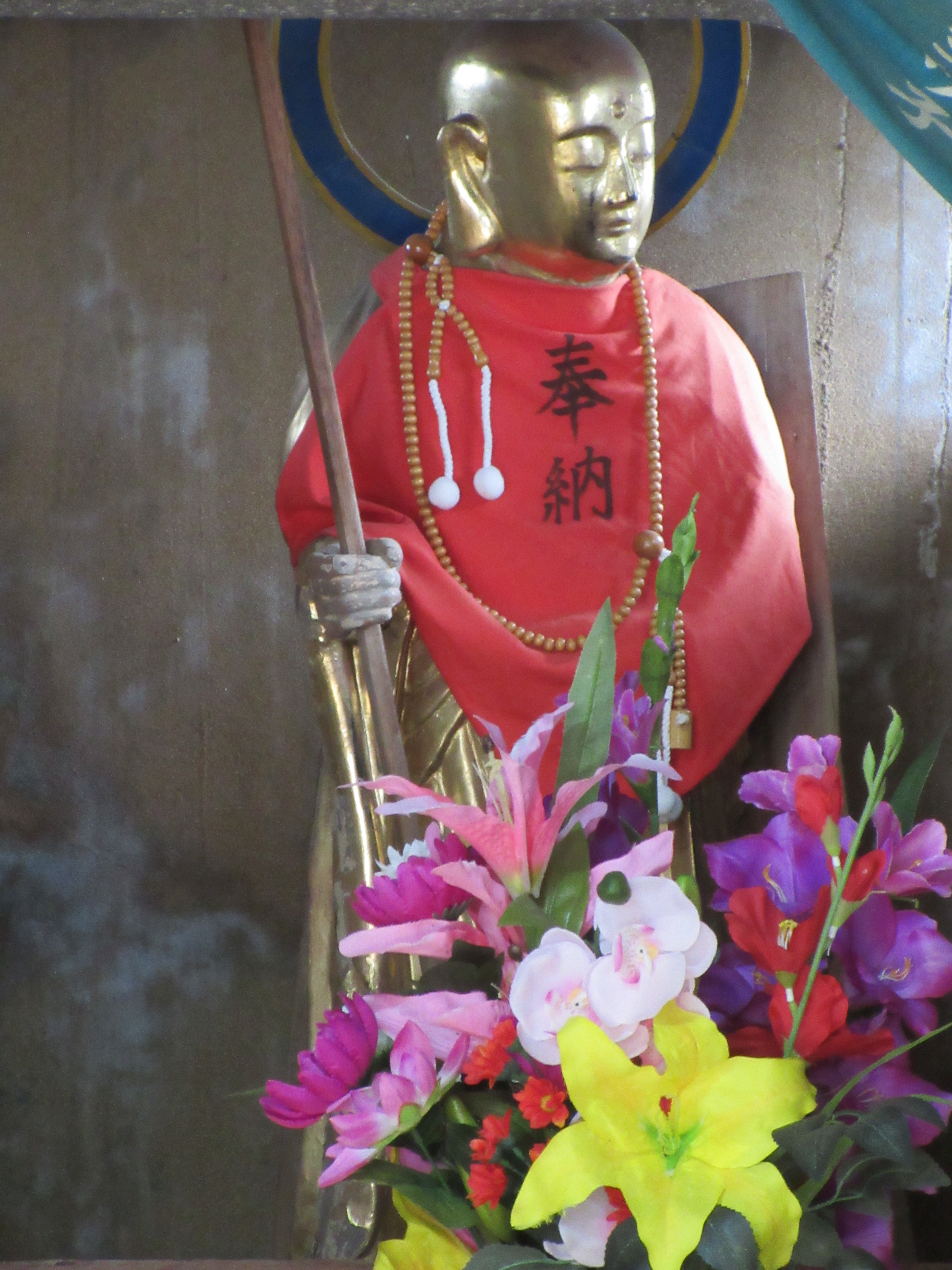
横向き地蔵

その昔、ある泥棒が長崎の浜町で盗みを働き、盗品を入れた風呂敷包みを背負って地蔵堂の前を通りかかった。地蔵に見られたと思った泥棒は、自分のことは誰にも言わないでくださいと手を合わせて拝んだ。すると地蔵が「よかよか、おれは見んふりするけん、お前も人にしゃべるなよ」と答え、顔を横に向けた。以来、地蔵は顔が左に向いたままとなった。
5、6年後、地蔵の前を再び通りかかった泥棒は、地蔵が左を向いたままでいるのに気づく。泥棒は感心して、この地蔵様が自分の盗みを見ぬふりをしてくれたと近くにいた男に話した。すると、「あの時、我が家に盗みに入ったのはお前だったのか」と、男は泥棒を捕えて、奉行所に突き出した。
このことから、物識りでお見通しのよいお地蔵さまだとして、信仰されるようになった。

## 加津佐町の「もの言う地蔵さま」
昔、南高来郡加津佐町野田名陣床田原で戦があった際、戦に敗れて逃げる武士の1人が、近くにあった地蔵堂に雨宿りした。武士は先にそこで雨宿りしていた売薬商人を殺して金を奪った。武士が「このことを他言するな」と地蔵に向かって言うと、地蔵が「わしは言わぬがお前も言うなよ」と答えた。武士は驚いて逃げて行った。
3年後、この地蔵堂に2人の男が雨宿りしていた。1人がもう1人の男に、3年前に旅の薬売りを殺した際に地蔵に「誰にも言うなよ」と言ったら地蔵が「おれは言わぬがお前こそ言うなよ」と言ったと語った。すると堂の後ろの戸を開けてあらわれた若者が、「俺の父を殺したのはお前だったのか」と男を捕え、奉行所に突き出したという。